# Мирослав Стояновски
Генерал-лейтенант Мирослав Душанов Стояновски (на македонска литературна норма: Мирослав Стојановски) e високопоставен армейски офицер и Началник на Генералщаба на Армията на Република Македония от 2005 г. Говори английски език. Женен е за Маргарета Стояновска, с която имат три деца.

## Образование
- Военна гимназия – Белград (1974 – 1978)
- Военна академия, специалност „Сухопътни войски“ – Белград и Сараево (1978 -1982)
- Курс за офицери във Военна полиция (1983)
- Командно-щабна академия – Скопие (1995 – 1996)
- Колеж за отбрана на НАТО – Рим (Италия) (1998)

## Военна кариера
- 1982 – 1984 – командир на взвод във Военна полиция;
- 1984 – 1989 – командир на рота във Военна полиция;
- 1989 – 1990 – командир на антитерористична рота;
- 1990 – 1992 – заместник-командир на батальон във Военна полиция;
- 1992 – 1993 – офицер за военна полиция в Управлението за сигурност на Генералния щаб на армията на Република Македония
- 1993 – началник на отделение на Военна полиция в Сектора за сигурност и разузнаване в Министерство на отбраната;
- 1993 – 1994 - Старши съветник по военната полиция в отделението за административно-щабни дейности в Управлението за сигурност на Генералния щаб на армията на Република Македония;
- 1994 – 1999 – командир на 6-и отряд - единица за специално назначение в Министерство на отбраната;
- 1999 – 2000 – в кабинета на Началника на Генералщаба на Армията на Република Македония;
- 2000 – заместник на началника на отделение за стратегически проучвания в ГЩ на АРМ;
- 2000 – 2001 – ръководител на катедра за физическо възпитание във Военна академия на армията на Република Македония;
- 2001 – командир на 1-ва сухопътна бригада;
- 2001 – 2003 – командир на силите за борба против тероризма в Генералния щаб на рамията на Република Македония
- 2003 – 2005 – заместник на Началника на Генералщаба за бойна готовност и операции;
- 2005 – 2011 - Началник на Генералщаба на Армията на Република Македония.[1][2]
- 2011 – 2015 Държавен съветник на министъра на отбраната на Република Македония по стратегическите и отбранителни въпроси.[3]

### Участие в югославските войни
Генерал Стояновски е обвиняван за участие в сръбско-хърватския конфликт през 1991 г., от когато се появяват негови снимки в разрушения от сърбите хърватски град Вуковар. Информацията за действията на Стояновски обострят отношенията между Хърватия и Република Македония за кратък период от време.

### Израстване в чин
- подпоручик (1982)
- поручик (1983)
- капитан (1986)
- капитан I ранг (1990)
- майор (1991), извънредно
- подполковник (1994), извънредно
- полковник (1998), извънредно
- бригаден генерал (2001)
- генерал-майор (2003)
- генерал-лейтенант (2006)

## Награди
- Медал за военни заслуги, 1985 година
- Сребърна значка за дългогодишна служба в АРМ,
- Плакет на АРМ, 2012 година
- Голем плакет на съюза на борци на Р. Македония
- Медал „Легия на честа” (от Държавния секретар за отбрана на САЩ)
- Медал за почетен член на Националната гвардия на Върмонт